# Bad Wolves/Diskografie
Diese Diskografie ist eine Übersicht über die musikalischen Werke der US-amerikanischen Metal-Band Bad Wolves. Den Schallplattenauszeichnungen zufolge hat sie bisher mehr als 4,7 Millionen Tonträger verkauft, davon alleine in ihrer Heimat über 3,5 Millionen.

## Alben

### Studioalben
| Jahr | Titel Musiklabel                 | Höchstplatzierung, Gesamtwochen, AuszeichnungChartplatzierungen (Jahr, Titel, Musiklabel, Platzierungen, Wochen, Auszeichnungen, Anmerkungen) | Höchstplatzierung, Gesamtwochen, AuszeichnungChartplatzierungen (Jahr, Titel, Musiklabel, Platzierungen, Wochen, Auszeichnungen, Anmerkungen) | Höchstplatzierung, Gesamtwochen, AuszeichnungChartplatzierungen (Jahr, Titel, Musiklabel, Platzierungen, Wochen, Auszeichnungen, Anmerkungen) | Höchstplatzierung, Gesamtwochen, AuszeichnungChartplatzierungen (Jahr, Titel, Musiklabel, Platzierungen, Wochen, Auszeichnungen, Anmerkungen) | Höchstplatzierung, Gesamtwochen, AuszeichnungChartplatzierungen (Jahr, Titel, Musiklabel, Platzierungen, Wochen, Auszeichnungen, Anmerkungen) | Anmerkungen                                           |
| Jahr | Titel Musiklabel                 | DE | AT | CH | UK | US | Anmerkungen                                           |
| ---- | -------------------------------- | --- | --- | --- | --- | --- | ----------------------------------------------------- |
| 2018 | Disobey Eleven Seven Music       | DE55 (1 Wo.)DE | AT39 (1 Wo.)AT | CH24 (1 Wo.)CH | UK51 (1 Wo.)UK | US23 (9 Wo.)US | Erstveröffentlichung: 11. Mai 2018 Verkäufe: + 40.000 |
| 2019 | N.A.T.I.O.N. Eleven Seven Music  | DE60 (1 Wo.)DE | AT44 (1 Wo.)AT | CH63 (1 Wo.)CH | — | US78 (1 Wo.)US | Erstveröffentlichung: 25. Oktober 2019                |
| 2021 | Dear Monsters Better Noise Music | DE94 (1 Wo.)DE | — | CH83 (1 Wo.)CH | — | — | Erstveröffentlichung: 29. Oktober 2021                |
| 2023 | Die About It Better Noise Music  | — | — | — | — | — | Erstveröffentlichung: 3. November 2023                |

### EPs
| Jahr | Titel Musiklabel                            | Anmerkungen                          |
| ---- | ------------------------------------------- | ------------------------------------ |
| 2018 | False Flags – Volume One Eleven Seven Music | Erstveröffentlichung: 23. März 2018  |
| 2018 | False Flags – Volume Two Eleven Seven Music | Erstveröffentlichung: 20. April 2018 |
| 2022 | Sacred Kiss Better Noise Music              | Erstveröffentlichung: 29. Juli 2022  |

## Singles

### Als Leadmusiker
| Jahr | Titel Album    | Höchstplatzierung, Gesamtwochen, AuszeichnungChartplatzierungen (Jahr, Titel, Album, Platzierungen, Wochen, Auszeichnungen, Anmerkungen) | Höchstplatzierung, Gesamtwochen, AuszeichnungChartplatzierungen (Jahr, Titel, Album, Platzierungen, Wochen, Auszeichnungen, Anmerkungen) | Höchstplatzierung, Gesamtwochen, AuszeichnungChartplatzierungen (Jahr, Titel, Album, Platzierungen, Wochen, Auszeichnungen, Anmerkungen) | Höchstplatzierung, Gesamtwochen, AuszeichnungChartplatzierungen (Jahr, Titel, Album, Platzierungen, Wochen, Auszeichnungen, Anmerkungen) | Höchstplatzierung, Gesamtwochen, AuszeichnungChartplatzierungen (Jahr, Titel, Album, Platzierungen, Wochen, Auszeichnungen, Anmerkungen) | Anmerkungen                                                                            |
| Jahr | Titel Album    | DE | AT | CH | UK | US | Anmerkungen                                                                            |
| ---- | -------------- | --- | --- | --- | --- | --- | -------------------------------------------------------------------------------------- |
| 2018 | Zombie Disobey | — | — | CH48 (5 Wo.)CH | UK— GoldUK | US54 ×3Dreifachplatin · (18 Wo.)US | Erstveröffentlichung: 18. Januar 2018 Original: The Cranberries; Verkäufe: + 4.045.000 |
| 2018 | Hear Me Now –  | — | — | — | — | US— GoldUS | Erstveröffentlichung: 20. April 2018 feat. Diamante; Verkäufe: + 580.000               |

Weitere Singles
- 2017: Learn to Live
- 2017: Toast to the Ghost
- 2018: Better the Devil
- 2018: No Masters
- 2019: I’ll Be There
- 2019: Sober
- 2019: Killing Me Slowly
- 2021: Lifeline
- 2021: House of Cards
- 2022: Mama I’m Coming Home (Original: Ozzy Osbourne)
- 2023: Bad Friend
- 2024: Hungry for Life (feat. Chris Daughtry)

### Als Gastmusiker
- 2024: Octane (Nik Nocturnal feat. Bad Wolves)

## Musikvideos
- 2017: Learn to Live
- 2018: Zombie
- 2018: Hear Me Now
- 2018: Remember When
- 2018: No Masters
- 2019: I’ll Be There
- 2019: Killing Me Slowly
- 2020: Sober
- 2020: Learn to Walk Again
- 2021: Lifeline
- 2021: If Tomorrow Never Comes
- 2022: If Tomorrow Never Comes (feat. Spencer Charnas)
- 2022: Sacred Kiss (feat. Aaron Pauley)
- 2022: Mama I’m Coming Home
- 2023: Bad Friend
- 2023: Savior

## Sonderveröffentlichungen
| Jahr | Titel               | Soundtrack      |
| ---- | ------------------- | --------------- |
| 2020 | Sober               | Sno Babies      |
| 2020 | Better Off This Way | Sno Babies      |
| 2020 | Learn to Walk Again | The Retaliators |

## Statistik

### Chartauswertung
|                     | DE    | AT    | CH    | UK    | US    |
| ------------------- | ----- | ----- | ----- | ----- | ----- |
| Nummer-eins-Alben   | DE—DE | AT—AT | CH—CH | UK—UK | US—US |
| Top-10-Alben        | DE—DE | AT—AT | CH—CH | UK—UK | US—US |
| Alben in den Charts | DE3DE | AT2AT | CH3CH | UK1UK | US2US |

|                       | DE    | AT    | CH    | UK    | US    |
| --------------------- | ----- | ----- | ----- | ----- | ----- |
| Nummer-eins-Singles   | DE—DE | AT—AT | CH—CH | UK—UK | US—US |
| Top-10-Singles        | DE—DE | AT—AT | CH—CH | UK—UK | US—US |
| Singles in den Charts | DE—DE | AT—AT | CH1CH | UK—UK | US1US |

### Auszeichnungen für Musikverkäufe
| Goldene Schallplatte - Australien - 2018: für die Single Zombie - Frankreich - 2018: für die Single Zombie - Kanada - 2021: für das Album Disobey - 2023: für das Album False Flags – Volume One - 2023: für die Single Killing Me Slowly | Platin-Schallplatte - Kanada - 2023: für die Single Hear Me Now - Neuseeland - 2022: für die Single Zombie - Schweden - 2019: für die Single Zombie 5× Platin-Schallplatte - Kanada - 2023: für die Single Zombie |

Anmerkung: Auszeichnungen in Ländern aus den Charttabellen bzw. Chartboxen sind in ebendiesen zu finden.
| Land/RegionAuszeichnungen für Musikverkäufe (Land/Region, Auszeichnungen, Verkäufe, Quellen) | Gold     | Platin       | Verkäufe  | Quellen              |
| -------------------------------------------------------------------------------------------- | -------- | ------------ | --------- | -------------------- |
| Australien (ARIA)                                                                            | Gold1    | —            | 35.000    | aria.com.au          |
| Frankreich (SNEP)                                                                            | Gold1    | —            | 100.000   | snepmusique.com      |
| Kanada (MC)                                                                                  | 3× Gold3 | 6× Platin6   | 600.000   | musiccanada.com      |
| Neuseeland (RMNZ)                                                                            | —        | Platin1      | 30.000    | radioscope.co.nz     |
| Schweden (IFPI)                                                                              | —        | Platin1      | 80.000    | sverigetopplistan.se |
| Vereinigte Staaten (RIAA)                                                                    | Gold1    | 3× Platin3   | 3.500.000 | riaa.com             |
| Vereinigtes Königreich (BPI)                                                                 | Gold1    | —            | 400.000   | bpi.co.uk            |
| Insgesamt                                                                                    | 7× Gold7 | 11× Platin11 |           |                      |